# Kingsley Ogwara
 (février 2021).
Kingsley Ogwara (né en 1975) est un peintre et sculpteur nigérian vivant au Luxembourg.
Il a fait des études à la Delta State University (en), Abraka, Nigeria, et vit et travaille depuis plus de douze ans[Quand ?] au Luxembourg. En 2016, Ogware a remporté le Prix Pierre-Werner (lb). En 2019, il a reçu une nomination pour le Prix Grand-Duc Adolphe pour le meilleur artiste de la Luxembourg Art Week.